# Уилям Уортън
Уилям Уортън (на английски: William Wharton) е псевдоним на американския писател Алберт Уилям Дю Ем (на английски: Albert William Du Aime).

## Биография
Уилям Уортън през целия си живот старателно се крие и не разкрива неща от личния си живот и биография, но има някои факти, които на днешните изследователи се струват безспорни.
Роден е, по собствените му думи, в бедно католическо семейство. Завършва средно образование в Upper Darby в родния си град пред 1943 г. По време на Втората световна война е изпратен на европейския фронт в инженерно поделение. Тежко ранен е в битките при Ардените. След уволнението си от армията продължава образованието си в Калифорнийския университет в Лос Анджелис, където получава бакалавърска степен и защитава докторат по психология. Работи като учител по рисуване.
Първия си роман „Пилето“ публикува през 1978 г., когато е 53-годишен. С него той печели National Book Award, но постига истинска популярност след като книгата е филмирана от режисьора Алън Паркър с участието на Никълъс Кейдж в главната роля. След това публикува още 8 романа, два от които – „Отбой в полунощ“ и „Татко“, също са филмирани.
През 1988 г. дъщеря му Кейт, зет му Бърт и двете им деца, 2-годишният Даниел и 11-месечната Миа, загиват в автомобилна катастрофа в Орегон. Оттогава посвещава творчеството си на есеистика, свързана с причините за тази катастрофа. В последните си години живее на яхта, закотвена по поречието на Сена – сам пише за това в мемоарите си, публикувани през 1996 г.

## Произведения

### Самостоятелни романи
- Birdy (1978)
Пилето, изд.: „Народна култура“, София (1982), прев. Тодор Вълчев
Пилето, изд.: „Парадокс“, София (1992), прев. Тодор Вълчев
- Dad (1981)
Татко, изд.: „Ведрина“, София (1994), прев. Благовеста Дончева
Татко, изд.: „Рата“, София (1997, 1999), прев. Благовеста Дончева
- A Midnight Clear (1982)
Отбой в полунощ, изд. „Народна култура“, София (1986), прев. Христина Кочемидова
- Scumbler (1984)
Художникът, изд. „Рата“, София (2010), прев. Милко Стоименов
- Pride (1985)
Гордост, изд. „Парадокс“, София (1992), прев. Иглика Василева
- Tidings (1987)
Илюзии, изд. „Рата“, София (1997), прев. Милко Христов
- Franky Furbo (1989)
Франки Фърбо, изд. „Рата“, София (1998), прев. Милко Христов
- Last Lovers (1991)
Последна любов, изд. „Ера“, София (1996), прев. Евгения Георгиева
Последна любов, изд. „Рата“, София (2010), прев. Юлия Чернева
- Beyond The Closed (1999)
Отвъд Килера, изд. „Рата“, София (2010), прев. Милко Стоименов

### Документалистика
- Ever after: A Father's True Story (1981)
- Wrongful Deaths (1994) – спомени
- Houseboat on the Seine (1996) – спомени
- Shrapnel (2012)